# ぎょしゃ座ウプシロン星
ぎょしゃ座υ星（ぎょしゃざウプシロンせい、υ Aurigae、υ Aur）は、ぎょしゃ座にある恒星である。見かけの等級は4.74と、肉眼でみることができる明るさである。年周視差に基づいて太陽系からの距離を計算すると、およそ570光年である。

## 外観

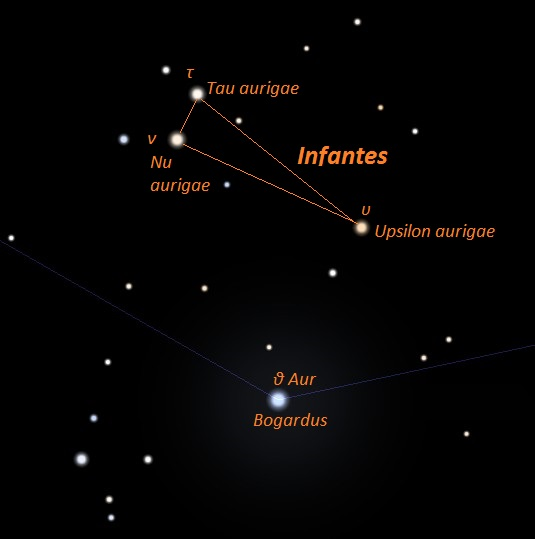
ぎょしゃ座の「小さな子ヤギ」

ぎょしゃ座の中には「ハエドゥス」（子ヤギ）と呼ばれる小さな三角形のアステリズムが知られているが、それより東側に似たような、より小さく暗い三角形があり、それを構成するのがぎょしゃ座ν星、ぎょしゃ座τ星、そしてぎょしゃ座υ星である。4等星と5等星からなるこの三角形の中で、ぎょしゃ座υ星は最も晩期型で最も遠方にある恒星である。

## 特徴
ぎょしゃ座υ星は赤色巨星で、スペクトル型はM0 IIIと分類される。MK分類においては、M0 III型の標準星に位置づけられている。光球面の有効温度は、約3900 Kと見積もられ、光度は太陽のおよそ1200倍、半径は太陽の74倍程度に達するとみられる。質量は概ね太陽の1.6倍で、年齢は20億年近く、核でのヘリウム燃焼を終えた漸近巨星枝星であると考えられる。
エルンスト・ツィナーが明るさの変化する恒星に挙げたことから、ぎょしゃ座υ星は変光星候補となっている。その後集中的な測光観測も行われているが、周期的な変光を示したかと思えば、不規則な変光だったり、変光しなかったりと、挙動に一貫性がなく、おそらく変光星だろうが、確実な証拠がないとされる。ヒッパルコス衛星でも変光は検出されており、振幅は0.03等と求められてはいるが、未解決の問題である。

## 名称
中国ではぎょしゃ座υ星は、柱（拼音: Zhù）という星官を、ぎょしゃ座ε星、ぎょしゃ座ζ星、ぎょしゃ座η星、ぎょしゃ座ν星、ぎょしゃ座τ星、ぎょしゃ座χ星、ぎょしゃ座26番星ともう一つの恒星（不明）とで構成する。ぎょしゃ座υ星自身は、柱四（拼音: Zhù sì）つまり柱の4番星といわれる。